# Solenocera barbata
Solenocera barbata is een tienpotigensoort uit de familie van de Solenoceridae. De wetenschappelijke naam van de soort is voor het eerst geldig gepubliceerd in 1966 door Heegaard.